# Avigliano Umbro
Avigliano Umbro település Olaszországban, Terni megyében. Lakosainak száma 2360 fő (2023. január 1.). Avigliano Umbro Acquasparta, Amelia, Guardea, Montecastrilli, Montecchio és Todi községekkel határos.

## Népesség
A település népességének változása:
| Lakosok száma | 2524 | 2509 | 2360 |
|               | 2017 | 2018 | 2023 |